# آل‌استیت

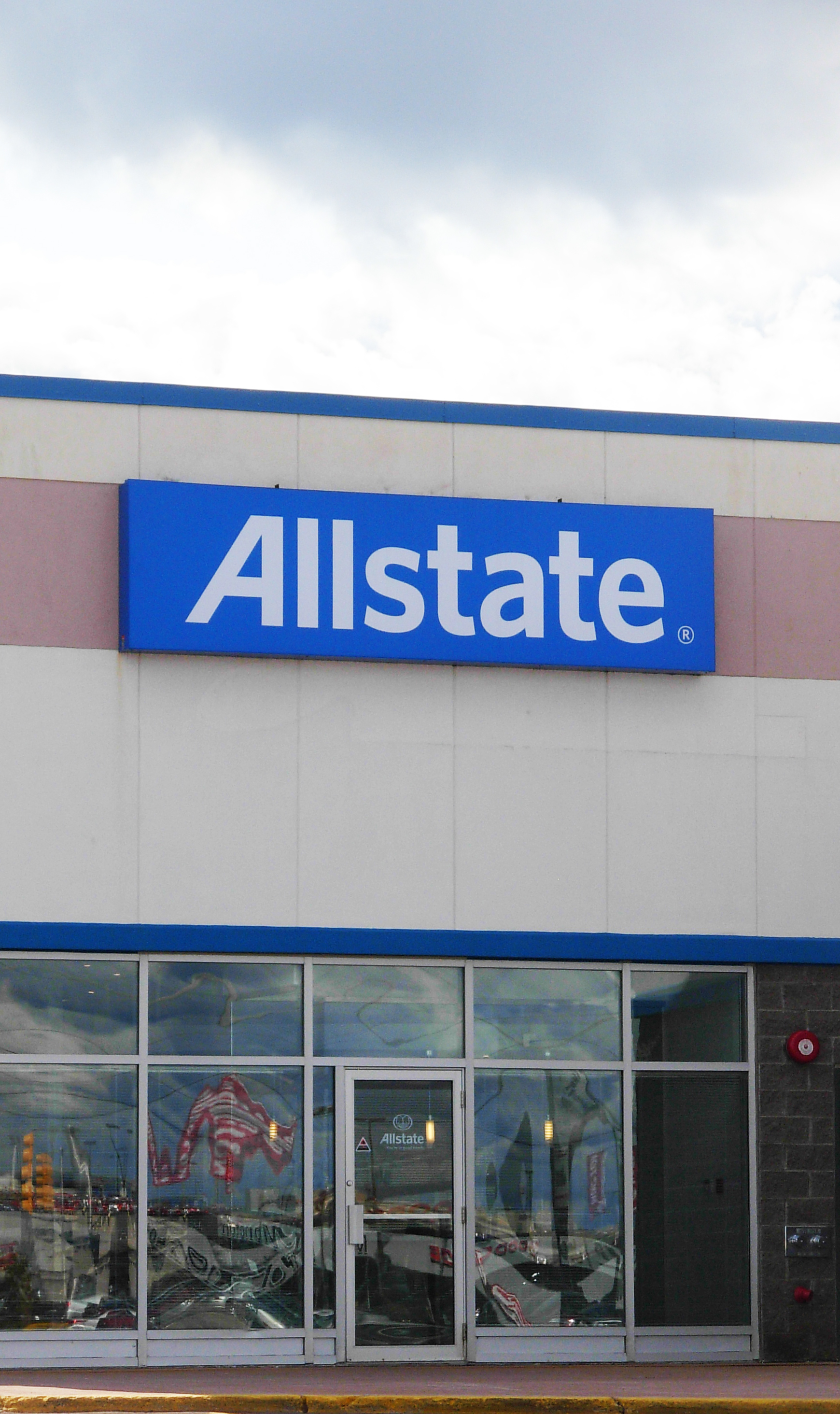
شعبه‌ای از آل‌استیت، در مونکتون

آل‌استیت کورپوریشن (به انگلیسی: The Allstate Corporation) شرکت خدمات مالی آمریکایی است، که در زمینه ارائه خدمات بازنشستگی، بیمه خودرو و بیمه عمر، سرمایه‌گذاری و بانکداری فعالیت می‌کند.
شرکت آل‌استیت در سال ۱۹۳۱ به‌عنوان زیرمجموعه‌ای از شرکت سیرز و بازوی ارائه خدمات مالی آن تأسیس شد، سپس در ۱۹۹۳ از این شرکت تفکیک گردید.
دفتر مرکزی این شرکت در شهر نورت‌فیلد تاون‌شیپ، ایالت ایلی‌نویز، ایالات متحده آمریکا قرار دارد و بخشی از سهام آن در بازار بورس نیویورک معامله می‌شود و جزئی از شاخص اس اند پی ۵۰۰ به‌شمار می‌آید.